# Casal Català del Quebec
El Casal Català del Quebec és un Casal català del Quebec, al Canadà. Va ser refundat l'any 1998 per membres de la ciutat de Quebec. La Junta Directiva i Permanent del Casal es reuneix a la ciutat de Mont-real. Participa o dona suport en la concepció d'activitats culturals de les altres entitats catalanes que han anat apareixent aquests darrers anys: els Estudis catalans a la Université de Montréal, la Penya barcelonista de Montréal i la Médiathèque en études catalanes (MédiaCAT) del Departament de littératures et langues modernes de la Université de Montréal, centre de recursos i de referència al Quebec sobre la llengua i la cultura catalanes. El 2010 va aprovar una moció de suport a la consulta sobre la independència de Catalunya (veure:consultes sobre la independència de Catalunya.), organitzada al Québec pel grup Catalans al Québec per l'Autodeterminació, el 25 d'abril d'aquell mateix any.
El Casal català del Quebec, que té 230 socis, compta a més amb la seva pròpia colla castellera, els Castellers de Mont-real. La colla es fundà el 2007 en el si del Casal. Són apadrinats per la colla dels Castellers de la Vila de Gràcia i actuen en activitats vinculades a la cultura catalana.